# Polyrhachis antennata
Polyrhachis antennata é uma espécie de formiga do gênero Polyrhachis, pertencente à subfamília Formicinae.